# Malvastrum ionthocarpum
Malvastrum ionthocarpum är en malvaväxtart som beskrevs av Antonio Krapovickas. Malvastrum ionthocarpum ingår i släktet Malvastrum och familjen malvaväxter. Inga underarter finns listade i Catalogue of Life.